# Damien Inglis
Damien Inglis (* 20. Mai 1995 in Cayenne) ist ein französischer Basketballspieler.

## Laufbahn
Inglis spielte in Französisch-Guyana beim Verein ASC Le Cygne. Von 2009 bis 2013 wurde er am französischen Leistungszentrum INSEP gefördert, seinen ersten Vertrag als Berufsbasketballspieler unterschrieb er bei Chorale Roanne.
Beim Draftverfahren der NBA wurde Inglis im Juni 2014 von den Milwaukee Bucks ausgewählt. Ende August desselben Jahres wurde der Franzose von der NBA-Mannschaft mit einem Vertrag ausgestattet, kam verletzungsbedingt in der Saison 2014/15 aber nicht zum Einsatz. In der Saison 2015/16 bestritt Inglis 20 NBA-Spiele für Milwaukee (durchschnittlich 1,8 Punkte und 1,6 Rebounds je Begegnung) sowie in der NBA-G-League 16 weitere Einsätze (drei für Canton Charge und 13 für die Westchester Knicks). Im Oktober 2016 wurde er von den New York Knicks verpflichtet und kurz darauf noch vor dem Saisonbeginn aus dem Aufgebot gestrichen. Er spielte anschließend wieder für Westchester in der NBA-G-League.
Inglis spielte zu Beginn der Saison 2017/18 kurz für Orlandina Basket in Italien, war hernach zwischen dem 19. Oktober und Ende Dezember 2017 vereinslos, schloss sich dann dem französischen Erstligisten SIG Straßburg an. Nachdem er 2018/19 bei Limoges CSP unter Vertrag gestanden hatte, kam Inglis nach Straßburg zurück und überzeugte in der Saison 2019/20 mit Mittelwerten von 11 Punkten und 5,4 Rebounds je Begegnung. Mit AS Monaco gewann er Ende April 2021 den europäischen Vereinswettbewerb EuroCup.
Mitte November 2021 unterschrieb Inglis einen Vertrag beim spanischen Erstligisten CB Bilbao Berri. Er erzielte für Bilbao im Durchschnitt 11,5 Punkte und 5,7 Rebounds je Begegnung, im Sommer 2022 wechselte der Franzose innerhalb der Liga ACB zu CB Gran Canaria. 2023 gewann Inglis mit der Mannschaft den europäischen Vereinswettbewerb EuroCup.
In der Saison 2023/24 stand der Franzose beim Valencia Basket Club unter Vertrag, im Sommer 2024 wechselte er zu den Yokohama B-Corsairs nach Japan.

### Nationalmannschaft
Im November 2022 bestritt er sein erstes A-Länderspiel für Frankreich.
Als Jugendlicher nahm Inglis mit den französischen Auswahlmannschaften an den U16-Europameisterschaften 2010 und 2011, an der U17-Weltmeisterschaft 2012 und an der U18-Europameisterschaft 2013 teil.